# Quido
Quido ist ein männlicher Vorname.

## Herkunft und Bedeutung
Quido ist eine Variante des Namens Guido.

## Namensträger
- Quido Adamec (1924–2007), tschechischer Eishockeyschiedsrichter
- Quido Lanzaat (* 1979), niederländischer Fußballspieler
- Quido Mánes (1828–1880), tschechischer Maler
- Quido Riedl (1878–1946), Deutschmährisch/tschechischer Dendrologe
- Quido Vetter (1881–1960), tschechischer Mathematikhistoriker
- Quido Wolf (1924–1994), Liechtensteiner Sportschütze